# Da Vinci (Band)

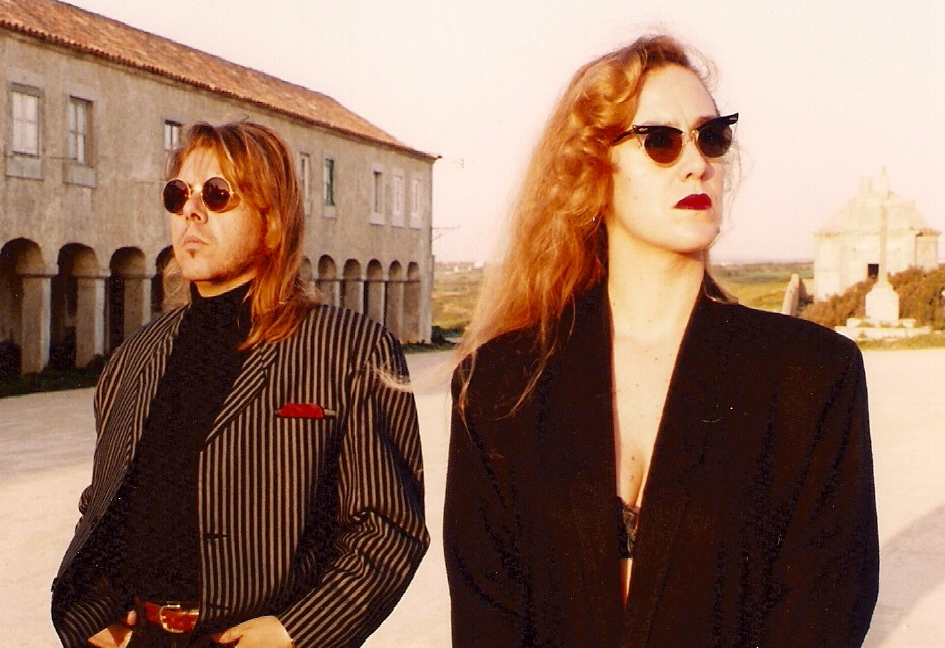
Da Vinci (späte 1990er Jahre)

Da Vinci ist eine portugiesische Popgruppe, die seit 1982 besteht. Um die Sängerin lei Or (eigentl.: Manuela Alves) und den Musiker und Komponisten Pedro Luís Neves gesellten sich im Lauf der Jahre weitere Musiker hinzu.

## Hintergrund
Als Gewinner des Festival da Canção 1989 durften sie Portugal beim Concours Eurovision de la Chanson 1989 in Lausanne vertreten. Mit dem Popsong Conquistador wurden sie auf Platz 16 gewählt.

## Diskografie
Alben
- Caminhando (1983)
- A Jóia no Lótus (1988)
- Conquistador (1989)
- Dança dos Planetas (1990)
- Conquistador – Dança dos Planetas (1990)
- Entre o Inferno e o Paraíso (1993)
- Oiçam (1995)
- Momentos de Paixão (1999)